# Borstelcel
Borstelcellen in het ademhalingsepitheel zijn te vergelijken met de chemosensorische tuftcellen in de darmen. De naam "tuft" verwijst naar de borstelachtige microvilli op de top, ongeveer 120-140 per cel, die uit de cellen steken.
Borstellen gebruiken smaakreceptoren voor het detecteren van omgevingstimuli. Geactiveerde borstelcellen in de luchtwegen initiëren beschermende reacties door het genereren van cysteïnyl-leukotriënen via de ATP-sensor P2Y2. P2Y purinoceptor 2 behoort tot de familie van de G-proteïnegekoppelde receptoren.
Borstelcellen in het ademhalingsepitheel brengen bij stimulatie functionele bittere smaakreceptoren (Tas2R's) tot expressie, waarbij denatoniumbenzoaat en quorum sensing moleculen zorgen voor een afgifte van acetylcholine (ACh), dat op paracriene wijze inwerkt op aangrenzende trilhaarepitheelcellen en axonen, waardoor het systeem van transport van slijm verwijdering in de onderste luchtwegen wordt verbeterd via muscarine ACh-receptoren (mAChRs) en beschermende ademhalingsreflexen worden opgewekt via nicotine acetylcholinereceptoren (nAChRs).

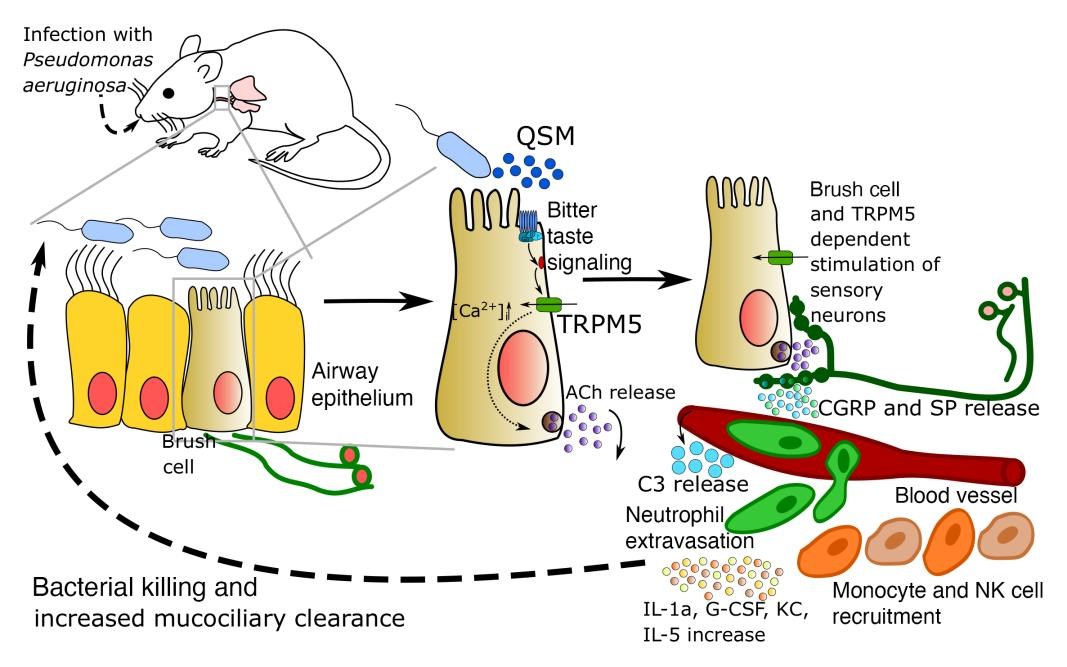
Signalering van bittere smaak in luchtpijp epitheelborstelcellen veroorzaakt aangeboren immuunreacties op bacteriële infectie door Pseudomonas aeruginosa bij de muis

## Borstelcellen en astma
Borstelcellen zijn misschien de boosdoeners van een astma-aanval.